# Campeonato de Primera División 1981 (Argentina)
El Campeonato de Primera División 1981, llamado extraoficialmente Torneo Metropolitano 1981, fue el sexagésimo séptimo de la era profesional y el que abrió la temporada de la Primera División de Argentina. Se desarrolló desde el 22 de febrero al 15 de agosto, en dos ruedas de todos contra todos. 
Se produjo la incorporación de Instituto, equipo indirectamente afiliado a la AFA, por aplicación de la Resolución 1309, como ocurrió en el anterior Torneo Metropolitano.
El Club Atlético Boca Juniors, dirigido por Silvio Marzolini y con incorporaciones de gran nivel como Diego Maradona y Miguel Brindisi, obtuvo el campeonato con un punto de diferencia sobre el Club Ferro Carril Oeste. Con ello clasificó para disputar la Copa Libertadores 1982.
Por otro lado, el Club Atlético San Lorenzo de Almagro se convirtió en el primer equipo grande que descendió a la Primera B, ya que perdió la categoría junto con el Club Atlético Colón, al haber ocupado ambos las dos últimas posiciones de la tabla.
Clasificaron 17 equipos al Torneo Nacional, todos los participantes del certamen, excepto el que ocupó el último puesto.

## Ascensos y descensos
| Pos | Equipo ascendido |
| --- | ---------------- |
| 1.º | Sarmiento (J)    |

| Equipo incorporado por la Resolución 1309 |
| ----------------------------------------- |
| Instituto                                 |

| Pos  | Equipos descendidos en la temporada 1980 |
| ---- | ---------------------------------------- |
| 17.° | Quilmes                                  |
| 18.° | All Boys                                 |
| 19.° | Tigre                                    |

De esta manera, el número de participantes se redujo a 18.

## Equipos
| Equipo             | Ciudad        | Estadio                 |
| ------------------ | ------------- | ----------------------- |
| Argentinos Juniors | Buenos Aires  | Argentinos Juniors      |
| Boca Juniors       | Buenos Aires  | La Bombonera            |
| Colón              | Santa Fe      | Brig. Estanislao López  |
| Estudiantes        | La Plata      | Jorge Luis Hirschi      |
| Ferro Carril Oeste | Buenos Aires  | Ferro Carril Oeste      |
| Huracán            | Buenos Aires  | Tomás Adolfo Ducó       |
| Independiente      | Avellaneda    | La Doble Visera         |
| Instituto          | Córdoba       | Olímpico de Córdoba     |
| Newell's Old Boys  | Rosario       | Coloso del Parque       |
| Platense           | Vicente López | Ciudad de Vicente López |
| Racing Club        | Avellaneda    | Presidente Perón        |
| River Plate        | Buenos Aires  | Monumental              |
| Rosario Central    | Rosario       | Gigante de Arroyito     |
| San Lorenzo        | Buenos Aires  | —                       |
| Sarmiento          | Junín         | Eva Perón               |
| Talleres           | Córdoba       | Olímpico de Córdoba     |
| Unión              | Santa Fe      | La Avenida              |
| Vélez Sarsfield    | Buenos Aires  | José Amalfitani         |

### Distribución geográfica de los equipos
| Región                                   | Cant. | Equipos                                                                                                   |
| ---------------------------------------- | ----- | --- |
| Ciudad de Buenos Aires                   | 7     | Argentinos Juniors, Boca Juniors, Ferro Carril Oeste, Huracán, River Plate, San Lorenzo y Vélez Sarsfield |
| Provincia de Santa Fe                    | 4     | Colón, Newell's Old Boys, Rosario Central y Unión                                                         |
| Conurbano bonaerense                     | 3     | Independiente, Platense y Racing Club                                                                     |
| Provincia de Córdoba                     | 2     | Instituto y Talleres                                                                                      |
| Ciudad de La Plata                       | 1     | Estudiantes                                                                                               |
| Interior de la provincia de Buenos Aires | 1     | Sarmiento                                                                                                 |

## Tabla de posiciones final
| Pos. | Equipo             | Pts. | PJ | PG | PE | PP | GF | GC | Dif. |
| ---- | ------------------ | ---- | -- | -- | -- | -- | -- | -- | ---- |
| 1.º  | Boca Juniors       | 50   | 34 | 20 | 10 | 4  | 60 | 27 | 33   |
| 2.º  | Ferro Carril Oeste | 49   | 34 | 18 | 13 | 3  | 50 | 20 | 30   |
| 3.º  | Newell's Old Boys  | 39   | 34 | 14 | 11 | 9  | 58 | 44 | 14   |
| 4.º  | River Plate        | 39   | 34 | 14 | 11 | 9  | 62 | 50 | 12   |
| 5.º  | Racing Club        | 38   | 34 | 12 | 14 | 8  | 46 | 30 | 16   |
| 6.º  | Independiente      | 37   | 34 | 14 | 9  | 11 | 43 | 35 | 8    |
| 7.º  | Rosario Central    | 34   | 34 | 9  | 16 | 9  | 36 | 39 | −3   |
| 8.º  | Huracán            | 33   | 34 | 12 | 9  | 13 | 41 | 50 | −9   |
| 9.º  | Instituto          | 32   | 34 | 13 | 6  | 15 | 56 | 54 | 2    |
| 10.º | Unión              | 32   | 34 | 11 | 10 | 13 | 39 | 37 | 2    |
| 11.º | Vélez Sarsfield    | 31   | 34 | 8  | 15 | 11 | 39 | 48 | −9   |
| 12.º | Platense           | 31   | 34 | 10 | 11 | 13 | 39 | 49 | −10  |
| 13.º | Sarmiento (J)      | 30   | 34 | 9  | 12 | 13 | 46 | 52 | −6   |
| 14.º | Estudiantes (LP)   | 30   | 34 | 11 | 8  | 15 | 35 | 43 | −8   |
| 15.º | Talleres (C)       | 29   | 34 | 10 | 9  | 15 | 36 | 45 | −9   |
| 16.º | Argentinos Juniors | 29   | 34 | 9  | 11 | 14 | 44 | 57 | −13  |
| 17.º | San Lorenzo        | 28   | 34 | 9  | 10 | 15 | 31 | 58 | −27  |
| 18.º | Colón              | 21   | 34 | 6  | 9  | 19 | 26 | 59 | −33  |

|  | Campeón.                         |
|  | Descendió a la Segunda División. |

## Descensos y ascensos
Colón y San Lorenzo descendieron a Primera B, mientras que Nueva Chicago y Quilmes ascendieron, reemplazándolos para participar del Campeonato Nacional 1982.

## Resultados
| Fecha 1           | Fecha 1   | Fecha 1                 | Fecha 1                 | Fecha 1       | Fecha 1 |
| Local             | Resultado | Visitante               | Estadio                 | Fecha         | Hora    |
| ----------------- | --------- | ----------------------- | ----------------------- | ------------- | ------- |
| Boca Juniors      | 4 - 1     | Talleres (C)            | Boca Juniors            | 22 de febrero | -       |
| Huracán           | 0 - 2     | Racing Club             | Tomás Adolfo Ducó       | 22 de febrero | -       |
| Independiente     | 3 - 2     | Vélez Sarsfield         | Independiente           | 22 de febrero | -       |
| Instituto         | 1 - 1     | River Plate             | Olímpico de Córdoba     | 22 de febrero | -       |
| Newell's Old Boys | 2 - 2     | Argentinos Juniors      | Newell's Old Boys       | 22 de febrero | -       |
| Platense          | 2 - 0     | Rosario Central         | Ciudad de Vicente López | 22 de febrero | -       |
| San Lorenzo       | 1 - 4     | Estudiantes de La Plata | Ferro Carril Oeste      | 22 de febrero | -       |
| Sarmiento (J)     | 1 - 3     | Ferro Carril Oeste      | Eva Perón               | 22 de febrero | -       |
| Unión (SF)        | 2 - 0     | Colón                   | Unión (SF)              | 22 de febrero | -       |

| Fecha 2                 | Fecha 2   | Fecha 2           | Fecha 2             | Fecha 2    | Fecha 2 |
| Local                   | Resultado | Visitante         | Estadio             | Fecha      | Hora    |
| ----------------------- | --------- | ----------------- | ------------------- | ---------- | ------- |
| Argentinos Juniors      | 1 - 1     | Independiente     | Atlanta             | 1 de marzo | -       |
| Boca Juniors            | 2 - 2     | Instituto         | Boca Juniors        | 1 de marzo | -       |
| Colón                   | 0 - 1     | San Lorenzo       | Unión (SF)          | 1 de marzo | -       |
| Estudiantes de La Plata | 1 - 2     | Newell's Old Boys | Jorge Luis Hirschi  | 1 de marzo | -       |
| Ferro Carril Oeste      | 3 - 1     | Unión (SF)        | Ferro Carril Oeste  | 1 de marzo | -       |
| Racing Club             | 2 - 0     | Platense          | Presidente Perón    | 1 de marzo | -       |
| Rosario Central         | 2 - 0     | Sarmiento (J)     | Rosario Central     | 1 de marzo | -       |
| Talleres (C)            | 2 - 0     | Huracán           | Olímpico de Córdoba | 1 de marzo | -       |
| Vélez Sarsfield         | 1 - 2     | River Plate       | Tomás Adolfo Ducó   | 1 de marzo | -       |

| Fecha 3           | Fecha 3   | Fecha 3                 | Fecha 3                 | Fecha 3    | Fecha 3 |
| Local             | Resultado | Visitante               | Estadio                 | Fecha      | Hora    |
| ----------------- | --------- | ----------------------- | ----------------------- | ---------- | ------- |
| Newell's Old Boys | 4 - 2     | Colón                   | Newell's Old Boys       | 6 de marzo | -       |
| Unión (SF)        | 2 - 1     | Rosario Central         | Unión (SF)              | 6 de marzo | -       |
| Huracán           | 0 - 2     | Boca Juniors            | Tomás Adolfo Ducó       | 8 de marzo | -       |
| Independiente     | 0 - 2     | Estudiantes de La Plata | Independiente           | 8 de marzo | -       |
| Instituto         | 3 - 0     | Vélez Sarsfield         | Olímpico de Córdoba     | 8 de marzo | -       |
| Platense          | 1 - 1     | Talleres (C)            | Ciudad de Vicente López | 8 de marzo | -       |
| River Plate       | 2 - 3     | Argentinos Juniors      | River Plate             | 8 de marzo | -       |
| San Lorenzo       | 0 - 1     | Ferro Carril Oeste      | Ferro Carril Oeste      | 8 de marzo | -       |
| Sarmiento (J)     | 3 - 2     | Racing Club             | Eva Perón               | 8 de marzo | -       |

| Fecha 4                 | Fecha 4   | Fecha 4           | Fecha 4                            | Fecha 4     | Fecha 4 |
| Local                   | Resultado | Visitante         | Estadio                            | Fecha       | Hora    |
| ----------------------- | --------- | ----------------- | ---------------------------------- | ----------- | ------- |
| Argentinos Juniors      | 1 - 1     | Vélez Sarsfield   | Atlanta                            | 11 de marzo | -       |
| Boca Juniors            | 3 - 2     | Platense          | Boca Juniors                       | 11 de marzo | -       |
| Colón                   | 2 - 1     | Independiente     | Brigadier General Estanislao López | 11 de marzo | -       |
| Estudiantes de La Plata | 2 - 3     | River Plate       | Jorge Luis Hirschi                 | 11 de marzo | -       |
| Ferro Carril Oeste      | 0 - 0     | Newell's Old Boys | River Plate                        | 11 de marzo | -       |
| Huracán                 | 3 - 2     | Instituto         | Tomás Adolfo Ducó                  | 11 de marzo | -       |
| Racing Club             | 3 - 0     | Unión (SF)        | Presidente Perón                   | 11 de marzo | -       |
| Rosario Central         | 2 - 2     | San Lorenzo       | Rosario Central                    | 11 de marzo | -       |
| Talleres (C)            | 2 - 1     | Sarmiento (J)     | Olímpico de Córdoba                | 11 de marzo | -       |

| Fecha 5           | Fecha 5   | Fecha 5                 | Fecha 5                 | Fecha 5     | Fecha 5 |
| Local             | Resultado | Visitante               | Estadio                 | Fecha       | Hora    |
| ----------------- | --------- | ----------------------- | ----------------------- | ----------- | ------- |
| Independiente     | 0 - 1     | Ferro Carril Oeste      | Independiente           | 15 de marzo | -       |
| Instituto         | 1 - 0     | Argentinos Juniors      | Olímpico de Córdoba     | 15 de marzo | -       |
| Newell's Old Boys | 3 - 0     | Rosario Central         | Newell's Old Boys       | 15 de marzo | -       |
| Platense          | 1 - 1     | Huracán                 | Ciudad de Vicente López | 15 de marzo | -       |
| River Plate       | 4 - 0     | Colón                   | River Plate             | 15 de marzo | -       |
| San Lorenzo       | 1 - 1     | Racing Club             | Ferro Carril Oeste      | 15 de marzo | -       |
| Sarmiento (J)     | 1 - 2     | Boca Juniors            | Eva Perón               | 15 de marzo | -       |
| Unión (SF)        | 1 - 1     | Talleres (C)            | Unión (SF)              | 15 de marzo | -       |
| Vélez Sarsfield   | 2 - 1     | Estudiantes de La Plata | José Amalfitani         | 15 de marzo | -       |

| Fecha 6                 | Fecha 6   | Fecha 6            | Fecha 6                            | Fecha 6     | Fecha 6 |
| Local                   | Resultado | Visitante          | Estadio                            | Fecha       | Hora    |
| ----------------------- | --------- | ------------------ | ---------------------------------- | ----------- | ------- |
| Talleres (C)            | 0 - 1     | San Lorenzo        | Olímpico de Córdoba                | 20 de marzo | -       |
| Boca Juniors            | 2 - 0     | Unión (SF)         | Boca Juniors                       | 22 de marzo | -       |
| Colón                   | 1 - 1     | Vélez Sarsfield    | Brigadier General Estanislao López | 22 de marzo | -       |
| Estudiantes de La Plata | 0 - 1     | Argentinos Juniors | Jorge Luis Hirschi                 | 22 de marzo | -       |
| Ferro Carril Oeste      | 1 - 2     | River Plate        | Ferro Carril Oeste                 | 22 de marzo | -       |
| Huracán                 | 2 - 1     | Sarmiento (J)      | Tomás Adolfo Ducó                  | 22 de marzo | -       |
| Platense                | 2 - 1     | Instituto          | Ciudad de Vicente López            | 22 de marzo | -       |
| Racing Club             | 0 - 0     | Newell's Old Boys  | Presidente Perón                   | 22 de marzo | -       |
| Rosario Central         | 1 - 0     | Independiente      | Rosario Central                    | 22 de marzo | -       |

| Fecha 7            | Fecha 7   | Fecha 7                 | Fecha 7             | Fecha 7     | Fecha 7 |
| Local              | Resultado | Visitante               | Estadio             | Fecha       | Hora    |
| ------------------ | --------- | ----------------------- | ------------------- | ----------- | ------- |
| Argentinos Juniors | 2 - 4     | Colón                   | Atlanta             | 25 de marzo | -       |
| Independiente      | 1 - 2     | Racing Club             | Independiente       | 25 de marzo | -       |
| Instituto          | 5 - 2     | Estudiantes de La Plata | Olímpico de Córdoba | 25 de marzo | -       |
| Newell's Old Boys  | 1 - 2     | Talleres (C)            | Newell's Old Boys   | 25 de marzo | -       |
| River Plate        | 2 - 2     | Rosario Central         | River Plate         | 25 de marzo | -       |
| San Lorenzo        | 1 - 2     | Boca Juniors            | Tomás Adolfo Ducó   | 25 de marzo | -       |
| Sarmiento (J)      | 1 - 2     | Platense                | Eva Perón           | 25 de marzo | -       |
| Unión (SF)         | 3 - 0     | Huracán                 | Unión (SF)          | 25 de marzo | -       |
| Vélez Sarsfield    | 0 - 1     | Ferro Carril Oeste      | José Amalfitani     | 25 de marzo | -       |

| Fecha 8            | Fecha 8   | Fecha 8                 | Fecha 8                            | Fecha 8     | Fecha 8 |
| Local              | Resultado | Visitante               | Estadio                            | Fecha       | Hora    |
| ------------------ | --------- | ----------------------- | ---------------------------------- | ----------- | ------- |
| Racing Club        | 0 - 0     | River Plate             | José Amalfitani                    | 27 de marzo | -       |
| Rosario Central    | 1 - 0     | Vélez Sarsfield         | Rosario Central                    | 28 de marzo | -       |
| Talleres (C)       | 0 - 5     | Independiente           | Olímpico de Córdoba                | 28 de marzo | -       |
| Boca Juniors       | 2 - 2     | Newell's Old Boys       | Boca Juniors                       | 29 de marzo | -       |
| Colón              | 0 - 0     | Estudiantes de La Plata | Brigadier General Estanislao López | 29 de marzo | -       |
| Ferro Carril Oeste | 1 - 1     | Argentinos Juniors      | Ferro Carril Oeste                 | 29 de marzo | -       |
| Huracán            | 1 - 3     | San Lorenzo             | Tomás Adolfo Ducó                  | 29 de marzo | -       |
| Platense           | 1 - 1     | Unión (SF)              | Ciudad de Vicente López            | 29 de marzo | -       |
| Sarmiento (J)      | 2 - 4     | Instituto               | Eva Perón                          | 29 de marzo | -       |

| Fecha 9                 | Fecha 9   | Fecha 9            | Fecha 9             | Fecha 9    | Fecha 9 |
| Local                   | Resultado | Visitante          | Estadio             | Fecha      | Hora    |
| ----------------------- | --------- | ------------------ | ------------------- | ---------- | ------- |
| Instituto               | 2 - 0     | Colón              | Olímpico de Córdoba | 4 de abril | -       |
| Argentinos Juniors      | 2 - 3     | Rosario Central    | Argentinos Juniors  | 5 de abril | -       |
| Estudiantes de La Plata | 0 - 1     | Ferro Carril Oeste | Jorge Luis Hirschi  | 5 de abril | -       |
| Independiente           | 0 - 2     | Boca Juniors       | Independiente       | 5 de abril | -       |
| Newell's Old Boys       | 3 - 0     | Huracán            | Newell's Old Boys   | 5 de abril | -       |
| River Plate             | 1 - 0     | Talleres (C)       | River Plate         | 5 de abril | -       |
| San Lorenzo             | 1 - 0     | Platense           | Ferro Carril Oeste  | 5 de abril | -       |
| Unión (SF)              | 0 - 1     | Sarmiento (J)      | Unión (SF)          | 5 de abril | -       |
| Vélez Sarsfield         | 3 - 2     | Racing Club        | José Amalfitani     | 5 de abril | -       |

| Fecha 10           | Fecha 10  | Fecha 10                | Fecha 10                | Fecha 10    | Fecha 10 |
| Local              | Resultado | Visitante               | Estadio                 | Fecha       | Hora     |
| ------------------ | --------- | ----------------------- | ----------------------- | ----------- | -------- |
| Boca Juniors       | 3 - 0     | River Plate             | Boca Juniors            | 10 de abril | -        |
| Racing Club        | 2 - 2     | Argentinos Juniors      | Presidente Perón        | 10 de abril | -        |
| Talleres (C)       | 2 - 3     | Vélez Sarsfield         | Olímpico de Córdoba     | 11 de abril | -        |
| Ferro Carril Oeste | 3 - 1     | Colón                   | Ferro Carril Oeste      | 12 de abril | -        |
| Huracán            | 1 - 0     | Independiente           | Tomás Adolfo Ducó       | 12 de abril | -        |
| Platense           | 2 - 2     | Newell's Old Boys       | Ciudad de Vicente López | 12 de abril | -        |
| Rosario Central    | 0 - 0     | Estudiantes de La Plata | Rosario Central         | 12 de abril | -        |
| Sarmiento (J)      | 2 - 0     | San Lorenzo             | Eva Perón               | 12 de abril | -        |
| Unión (SF)         | 2 - 0     | Instituto               | Unión (SF)              | 12 de abril | -        |

| Fecha 11                | Fecha 11  | Fecha 11           | Fecha 11                           | Fecha 11    | Fecha 11 |
| Local                   | Resultado | Visitante          | Estadio                            | Fecha       | Hora     |
| ----------------------- | --------- | ------------------ | ---------------------------------- | ----------- | -------- |
| Argentinos Juniors      | 1 - 3     | Talleres (C)       | Atlanta                            | 15 de abril | -        |
| Colón                   | 1 - 0     | Rosario Central    | Brigadier General Estanislao López | 15 de abril | -        |
| Independiente           | 5 - 2     | Platense           | Independiente                      | 15 de abril | -        |
| Instituto               | 3 - 7     | Ferro Carril Oeste | Olímpico de Córdoba                | 15 de abril | -        |
| Newell's Old Boys       | 2 - 0     | Sarmiento (J)      | Newell's Old Boys                  | 15 de abril | -        |
| River Plate             | 2 - 2     | Huracán            | River Plate                        | 15 de abril | -        |
| San Lorenzo             | 2 - 1     | Unión (SF)         | Boca Juniors                       | 15 de abril | -        |
| Vélez Sarsfield         | 1 - 0     | Boca Juniors       | José Amalfitani                    | 15 de abril | -        |
| Estudiantes de La Plata | 1 - 0     | Racing Club        | Jorge Luis Hirschi                 | 15 de abril | -        |

| Fecha 12        | Fecha 12  | Fecha 12                | Fecha 12            | Fecha 12    | Fecha 12 |
| Local           | Resultado | Visitante               | Estadio             | Fecha       | Hora     |
| --------------- | --------- | ----------------------- | ------------------- | ----------- | -------- |
| Talleres (C)    | 2 - 0     | Estudiantes de La Plata | Olímpico de Córdoba | 18 de abril | -        |
| Boca Juniors    | 2 - 0     | Argentinos Juniors      | Boca Juniors        | 19 de abril | -        |
| Huracán         | 1 - 1     | Vélez Sarsfield         | Tomás Adolfo Ducó   | 19 de abril | -        |
| Platense        | 1 - 1     | River Plate             | Atlanta             | 19 de abril | -        |
| Racing Club     | 1 - 0     | Colón                   | Presidente Perón    | 19 de abril | -        |
| Rosario Central | 1 - 1     | Ferro Carril Oeste      | Rosario Central     | 19 de abril | -        |
| San Lorenzo     | 1 - 0     | Instituto               | Ferro Carril Oeste  | 19 de abril | -        |
| Sarmiento (J)   | 3 - 3     | Independiente           | Eva Perón           | 19 de abril | -        |
| Unión (SF)      | 1 - 1     | Newell's Old Boys       | Unión (SF)          | 19 de abril | -        |

| Fecha 13                | Fecha 13  | Fecha 13        | Fecha 13                           | Fecha 13    | Fecha 13 |
| Local                   | Resultado | Visitante       | Estadio                            | Fecha       | Hora     |
| ----------------------- | --------- | --------------- | ---------------------------------- | ----------- | -------- |
| Argentinos Juniors      | 0 - 0     | Huracán         | Argentinos Juniors                 | 26 de abril | -        |
| Colón                   | 1 - 0     | Talleres (C)    | Brigadier General Estanislao López | 26 de abril | -        |
| Estudiantes de La Plata | 1 - 2     | Boca Juniors    | Jorge Luis Hirschi                 | 26 de abril | -        |
| Ferro Carril Oeste      | 0 - 1     | Racing Club     | Ferro Carril Oeste                 | 26 de abril | -        |
| Independiente           | 1 - 0     | Unión (SF)      | Independiente                      | 26 de abril | -        |
| Instituto               | 0 - 1     | Rosario Central | Olímpico de Córdoba                | 26 de abril | -        |
| Newell's Old Boys       | 3 - 1     | San Lorenzo     | Newell's Old Boys                  | 26 de abril | -        |
| River Plate             | 2 - 1     | Sarmiento (J)   | River Plate                        | 26 de abril | -        |
| Vélez Sarsfield         | 2 - 2     | Platense        | José Amalfitani                    | 26 de abril | -        |

| Fecha 14          | Fecha 14  | Fecha 14                | Fecha 14                | Fecha 14    | Fecha 14 |
| Local             | Resultado | Visitante               | Estadio                 | Fecha       | Hora     |
| ----------------- | --------- | ----------------------- | ----------------------- | ----------- | -------- |
| Boca Juniors      | 3 - 0     | Colón                   | Boca Juniors            | 30 de abril | -        |
| Huracán           | 1 - 1     | Estudiantes de La Plata | Tomás Adolfo Ducó       | 30 de abril | -        |
| Newell's Old Boys | 3 - 0     | Instituto               | Newell's Old Boys       | 30 de abril | -        |
| Platense          | 2 - 2     | Argentinos Juniors      | Ciudad de Vicente López | 30 de abril | -        |
| Racing Club       | 0 - 0     | Rosario Central         | Atlanta                 | 30 de abril | -        |
| San Lorenzo       | 0 - 1     | Independiente           | José Amalfitani         | 30 de abril | -        |
| Sarmiento (J)     | 0 - 0     | Vélez Sarsfield         | Eva Perón               | 30 de abril | -        |
| Talleres (C)      | 0 - 0     | Ferro Carril Oeste      | Olímpico de Córdoba     | 30 de abril | -        |
| Unión (SF)        | 2 - 0     | River Plate             | Unión (SF)              | 30 de abril | -        |

| Fecha 15                | Fecha 15  | Fecha 15          | Fecha 15                           | Fecha 15  | Fecha 15 |
| Local                   | Resultado | Visitante         | Estadio                            | Fecha     | Hora     |
| ----------------------- | --------- | ----------------- | ---------------------------------- | --------- | -------- |
| Argentinos Juniors      | 4 - 2     | Sarmiento (J)     | Argentinos Juniors                 | 3 de mayo | -        |
| Colón                   | 1 - 2     | Huracán           | Brigadier General Estanislao López | 3 de mayo | -        |
| Estudiantes de La Plata | 0 - 0     | Platense          | Jorge Luis Hirschi                 | 3 de mayo | -        |
| Ferro Carril Oeste      | 0 - 0     | Boca Juniors      | Ferro Carril Oeste                 | 3 de mayo | -        |
| Independiente           | 2 - 0     | Newell's Old Boys | Independiente                      | 3 de mayo | -        |
| Instituto               | 2 - 1     | Racing Club       | Olímpico de Córdoba                | 3 de mayo | -        |
| River Plate             | 1 - 1     | San Lorenzo       | River Plate                        | 3 de mayo | -        |
| Rosario Central         | 0 - 0     | Talleres (C)      | Rosario Central                    | 3 de mayo | -        |
| Vélez Sarsfield         | 1 - 1     | Unión (SF)        | José Amalfitani                    | 3 de mayo | -        |

| Fecha 16          | Fecha 16  | Fecha 16                | Fecha 16                | Fecha 16   | Fecha 16 |
| Local             | Resultado | Visitante               | Estadio                 | Fecha      | Hora     |
| ----------------- | --------- | ----------------------- | ----------------------- | ---------- | -------- |
| Boca Juniors      | 3 - 2     | Rosario Central         | Boca Juniors            | 10 de mayo | -        |
| Huracán           | 0 - 2     | Ferro Carril Oeste      | Tomás Adolfo Ducó       | 10 de mayo | -        |
| Independiente     | 2 - 1     | Instituto               | Independiente           | 10 de mayo | -        |
| Newell's Old Boys | 2 - 1     | River Plate             | Newell's Old Boys       | 10 de mayo | -        |
| Platense          | 3 - 0     | Colón                   | Ciudad de Vicente López | 10 de mayo | -        |
| San Lorenzo       | 1 - 1     | Vélez Sarsfield         | Ferro Carril Oeste      | 10 de mayo | -        |
| Sarmiento (J)     | 0 - 0     | Estudiantes de La Plata | Eva Perón               | 10 de mayo | -        |
| Talleres (C)      | 0 - 2     | Racing Club             | Olímpico de Córdoba     | 10 de mayo | -        |
| Unión (SF)        | 0 - 1     | Argentinos Juniors      | Unión (SF)              | 10 de mayo | -        |

| Fecha 17                | Fecha 17  | Fecha 17               | Fecha 17            | Fecha 17   | Fecha 17 |
| Local                   | Resultado | Visitante              | Estadio             | Fecha      | Hora     |
| ----------------------- | --------- | ---------------------- | ------------------- | ---------- | -------- |
| Argentinos Juniors      | 1 - 1     | San Lorenzo            | Atlanta             | 13 de mayo | -        |
| Colón                   | 1 - 1     | Sarmiento (J) at Unión | Unión (SF)          | 13 de mayo | -        |
| Estudiantes de La Plata | 1 - 1     | Unión (SF)             | Jorge Luis Hirschi  | 13 de mayo | -        |
| Ferro Carril Oeste      | 0 - 0     | Platense               | Tomás Adolfo Ducó   | 13 de mayo | -        |
| Instituto               | 1 - 0     | Talleres (C)           | Olímpico de Córdoba | 13 de mayo | -        |
| River Plate             | 1 - 2     | Independiente          | River Plate         | 13 de mayo | -        |
| Rosario Central         | 2 - 1     | Huracán                | Rosario Central     | 13 de mayo | -        |
| Vélez Sarsfield         | 4 - 2     | Newell's Old Boys      | José Amalfitani     | 13 de mayo | -        |
| Racing Club             | 1 - 1     | Boca Juniors           | River Plate         | 14 de mayo | -        |

| Fecha 18                | Fecha 18  | Fecha 18          | Fecha 18            | Fecha 18   | Fecha 18 |
| Local                   | Resultado | Visitante         | Estadio             | Fecha      | Hora     |
| ----------------------- | --------- | ----------------- | ------------------- | ---------- | -------- |
| Argentinos Juniors      | 1 - 1     | Newell's Old Boys | Argentinos Juniors  | 17 de mayo | -        |
| Estudiantes de La Plata | 2 - 1     | San Lorenzo       | Jorge Luis Hirschi  | 17 de mayo | -        |
| Ferro Carril Oeste      | 2 - 2     | Sarmiento (J)     | Ferro Carril Oeste  | 17 de mayo | -        |
| Racing Club             | 4 - 0     | Huracán           | Presidente Perón    | 17 de mayo | -        |
| River Plate             | 2 - 5     | Instituto         | River Plate         | 17 de mayo | -        |
| Rosario Central         | 2 - 1     | Platense          | Rosario Central     | 17 de mayo | -        |
| Talleres (C)            | 1 - 0     | Boca Juniors      | Olímpico de Córdoba | 17 de mayo | -        |
| Vélez Sarsfield         | 2 - 1     | Independiente     | José Amalfitani     | 17 de mayo | -        |
| Colón                   | 1 - 1     | Unión (SF)        | Newell's Old Boys   | 18 de mayo | -        |

| Fecha 19          | Fecha 19  | Fecha 19                | Fecha 19                | Fecha 19   | Fecha 19 |
| Local             | Resultado | Visitante               | Estadio                 | Fecha      | Hora     |
| ----------------- | --------- | ----------------------- | ----------------------- | ---------- | -------- |
| Huracán           | 1 - 1     | Talleres (C)            | Tomás Adolfo Ducó       | 24 de mayo | -        |
| Independiente     | 4 - 0     | Argentinos Juniors      | Independiente           | 24 de mayo | -        |
| Instituto         | 0 - 0     | Boca Juniors            | Olímpico de Córdoba     | 24 de mayo | -        |
| Newell's Old Boys | 3 - 0     | Estudiantes de La Plata | Newell's Old Boys       | 24 de mayo | -        |
| Platense          | 1 - 1     | Racing Club             | Ciudad de Vicente López | 24 de mayo | -        |
| River Plate       | 3 - 3     | Vélez Sarsfield         | River Plate             | 24 de mayo | -        |
| San Lorenzo       | 2 - 0     | Colón                   | Ferro Carril Oeste      | 24 de mayo | -        |
| Sarmiento (J)     | 1 - 1     | Rosario Central         | Eva Perón               | 24 de mayo | -        |
| Unión (SF)        | 1 - 1     | Ferro Carril Oeste      | Unión (SF)              | 24 de mayo | -        |

| Fecha 20                | Fecha 20  | Fecha 20          | Fecha 20            | Fecha 20   | Fecha 20 |
| Local                   | Resultado | Visitante         | Estadio             | Fecha      | Hora     |
| ----------------------- | --------- | ----------------- | ------------------- | ---------- | -------- |
| Talleres (C)            | 1 - 2     | Platense          | Olímpico de Córdoba | 30 de mayo | -        |
| Argentinos Juniors      | 1 - 6     | River Plate       | Atlanta             | 31 de mayo | -        |
| Boca Juniors            | 3 - 2     | Huracán           | Boca Juniors        | 31 de mayo | -        |
| Colón                   | 1 - 2     | Newell's Old Boys | Unión (SF)          | 31 de mayo | -        |
| Estudiantes de La Plata | 1 - 2     | Independiente     | Jorge Luis Hirschi  | 31 de mayo | -        |
| Ferro Carril Oeste      | 2 - 1     | San Lorenzo       | Ferro Carril Oeste  | 31 de mayo | -        |
| Racing Club             | 1 - 1     | Sarmiento (J)     | Independiente       | 31 de mayo | -        |
| Rosario Central         | 2 - 0     | Unión (SF)        | Rosario Central     | 31 de mayo | -        |
| Vélez Sarsfield         | 0 - 0     | Instituto         | José Amalfitani     | 31 de mayo | -        |

| Fecha 21          | Fecha 21  | Fecha 21                | Fecha 21            | Fecha 21   | Fecha 21 |
| Local             | Resultado | Visitante               | Estadio             | Fecha      | Hora     |
| ----------------- | --------- | ----------------------- | ------------------- | ---------- | -------- |
| Platense          | 0 - 4     | Boca Juniors            | José Amalfitani     | 5 de junio | -        |
| Instituto         | 1 - 2     | Huracán                 | Olímpico de Córdoba | 6 de junio | -        |
| Independiente     | 1 - 0     | Colón                   | Independiente       | 7 de junio | -        |
| Newell's Old Boys | 0 - 1     | Ferro Carril Oeste      | Newell's Old Boys   | 7 de junio | -        |
| River Plate       | 3 - 2     | Estudiantes de La Plata | River Plate         | 7 de junio | -        |
| San Lorenzo       | 0 - 0     | Rosario Central         | Ferro Carril Oeste  | 7 de junio | -        |
| Sarmiento (J)     | 1 - 1     | Talleres (C)            | Eva Perón           | 7 de junio | -        |
| Unión (SF)        | 2 - 0     | Racing Club             | Unión (SF)          | 7 de junio | -        |
| Vélez Sarsfield   | 1 - 0     | Argentinos Juniors      | José Amalfitani     | 7 de junio | -        |

| Fecha 22                | Fecha 22  | Fecha 22          | Fecha 22                           | Fecha 22    | Fecha 22 |
| Local                   | Resultado | Visitante         | Estadio                            | Fecha       | Hora     |
| ----------------------- | --------- | ----------------- | ---------------------------------- | ----------- | -------- |
| Racing Club             | 4 - 0     | San Lorenzo       | José Amalfitani                    | 9 de junio  | -        |
| Argentinos Juniors      | 0 - 1     | Instituto         | Atlanta                            | 10 de junio | -        |
| Boca Juniors            | 2 - 1     | Sarmiento (J)     | Boca Juniors                       | 10 de junio | -        |
| Colón                   | 1 - 1     | River Plate       | Brigadier General Estanislao López | 10 de junio | -        |
| Estudiantes de La Plata | 2 - 1     | Vélez Sarsfield   | Jorge Luis Hirschi                 | 10 de junio | -        |
| Ferro Carril Oeste      | 0 - 0     | Independiente     | José Amalfitani                    | 10 de junio | -        |
| Huracán                 | 2 - 1     | Platense          | Tomás Adolfo Ducó                  | 10 de junio | -        |
| Rosario Central         | 0 - 0     | Newell's Old Boys | Rosario Central                    | 10 de junio | -        |
| Talleres (C)            | 2 - 0     | Unión (SF)        | Olímpico de Córdoba                | 10 de junio | -        |

| Fecha 23           | Fecha 23  | Fecha 23                | Fecha 23            | Fecha 23    | Fecha 23 |
| Local              | Resultado | Visitante               | Estadio             | Fecha       | Hora     |
| ------------------ | --------- | ----------------------- | ------------------- | ----------- | -------- |
| Instituto          | 3 - 0     | Platense                | Olímpico de Córdoba | 13 de junio | -        |
| Argentinos Juniors | 0 - 2     | Estudiantes de La Plata | Argentinos Juniors  | 14 de junio | -        |
| Independiente      | 1 - 1     | Rosario Central         | Independiente       | 14 de junio | -        |
| Newell's Old Boys  | 1 - 1     | Racing Club             | Newell's Old Boys   | 14 de junio | -        |
| River Plate        | 0 - 1     | Ferro Carril Oeste      | River Plate         | 14 de junio | -        |
| San Lorenzo        | 2 - 1     | Talleres (C)            | Ferro Carril Oeste  | 14 de junio | -        |
| Sarmiento (J)      | 2 - 0     | Huracán                 | Eva Perón           | 14 de junio | -        |
| Unión (SF)         | 2 - 0     | Boca Juniors            | Unión (SF)          | 14 de junio | -        |
| Vélez Sarsfield    | 5 - 1     | Colón                   | José Amalfitani     | 14 de junio | -        |

| Fecha 24                | Fecha 24  | Fecha 24           | Fecha 24                           | Fecha 24    | Fecha 24 |
| Local                   | Resultado | Visitante          | Estadio                            | Fecha       | Hora     |
| ----------------------- | --------- | ------------------ | ---------------------------------- | ----------- | -------- |
| Talleres (C)            | 2 - 4     | Newell's Old Boys  | Olímpico de Córdoba                | 20 de junio | -        |
| Boca Juniors            | 4 - 0     | San Lorenzo        | Boca Juniors                       |             | -        |
| Colón                   | 2 - 0     | Argentinos Juniors | Brigadier General Estanislao López | 21 de junio | -        |
| Estudiantes de La Plata | 2 - 1     | Instituto          | Jorge Luis Hirschi                 | 21 de junio | -        |
| Ferro Carril Oeste      | 3 - 0     | Vélez Sarsfield    | Ferro Carril Oeste                 | 21 de junio | -        |
| Huracán                 | 1 - 1     | Unión (SF)         | Tomás Adolfo Ducó                  | 21 de junio | -        |
| Platense                | 2 - 2     | Sarmiento (J)      | Ciudad de Vicente López            | 21 de junio | -        |
| Racing Club             | 0 - 0     | Independiente      | José Amalfitani                    | 21 de junio | -        |
| Rosario Central         | 2 - 2     | River Plate        | Rosario Central                    | 21 de junio | -        |

| Fecha 25                | Fecha 25  | Fecha 25           | Fecha 25            | Fecha 25    | Fecha 25 |
| Local                   | Resultado | Visitante          | Estadio             | Fecha       | Hora     |
| ----------------------- | --------- | ------------------ | ------------------- | ----------- | -------- |
| Argentinos Juniors      | 0 - 1     | Ferro Carril Oeste | Atlanta             | 24 de junio | -        |
| Estudiantes de La Plata | 1 - 1     | Colón              | Jorge Luis Hirschi  | 24 de junio | -        |
| Independiente           | 1 - 0     | Talleres (C)       | Independiente       | 24 de junio | -        |
| Instituto               | 0 - 0     | Sarmiento (J)      | Olímpico de Córdoba | 24 de junio | -        |
| Newell's Old Boys       | 0 - 2     | Boca Juniors       | Newell's Old Boys   | 24 de junio | -        |
| River Plate             | 3 - 1     | Racing Club        | River Plate         | 24 de junio | -        |
| San Lorenzo             | 0 - 1     | Huracán            | Boca Juniors        | 24 de junio | -        |
| Unión (SF)              | 2 - 0     | Platense           | Unión (SF)          | 24 de junio | -        |
| Vélez Sarsfield         | 0 - 0     | Rosario Central    | José Amalfitani     | 24 de junio | -        |

| Fecha 26           | Fecha 26  | Fecha 26                | Fecha 26                           | Fecha 26    | Fecha 26 |
| Local              | Resultado | Visitante               | Estadio                            | Fecha       | Hora     |
| ------------------ | --------- | ----------------------- | ---------------------------------- | ----------- | -------- |
| Boca Juniors       | 1 - 1     | Independiente           | Boca Juniors                       | 28 de junio | -        |
| Colón              | 2 - 1     | Instituto               | Brigadier General Estanislao López | 28 de junio | -        |
| Ferro Carril Oeste | 0 - 0     | Estudiantes de La Plata | Ferro Carril Oeste                 | 28 de junio | -        |
| Huracán            | 2 - 0     | Newell's Old Boys       | Tomás Adolfo Ducó                  | 28 de junio | -        |
| Platense           | 1 - 0     | San Lorenzo             | Ciudad de Vicente López            | 28 de junio | -        |
| Racing Club        | 3 - 0     | Vélez Sarsfield         | Atlanta                            | 28 de junio | -        |
| Rosario Central    | 2 - 4     | Argentinos Juniors      | Rosario Central                    | 28 de junio | -        |
| Sarmiento (J)      | 2 - 1     | Unión (SF)              | Eva Perón                          | 28 de junio | -        |
| Talleres (C)       | 2 - 1     | River Plate             | Olímpico de Córdoba                | 28 de junio | -        |

| Fecha 27                | Fecha 27  | Fecha 27           | Fecha 27                           | Fecha 27   | Fecha 27 |
| Local                   | Resultado | Visitante          | Estadio                            | Fecha      | Hora     |
| ----------------------- | --------- | ------------------ | ---------------------------------- | ---------- | -------- |
| Argentinos Juniors      | 1 - 1     | Racing Club        | Argentinos Juniors                 | 5 de julio | -        |
| Colón                   | 0 - 0     | Ferro Carril Oeste | Brigadier General Estanislao López | 5 de julio | -        |
| Estudiantes de La Plata | 2 - 1     | Rosario Central    | Jorge Luis Hirschi                 | 5 de julio | -        |
| Independiente           | 0 - 0     | Huracán            | Independiente                      | 5 de julio | -        |
| Instituto               | 2 - 1     | Unión (SF)         | Olímpico de Córdoba                | 5 de julio | -        |
| Newell's Old Boys       | 1 - 0     | Platense           | Newell's Old Boys                  | 5 de julio | -        |
| River Plate             | 1 - 1     | Boca Juniors       | River Plate                        | 5 de julio | -        |
| San Lorenzo             | 1 - 1     | Sarmiento (J)      | Ferro Carril Oeste                 | 5 de julio | -        |
| Vélez Sarsfield         | 0 - 0     | Talleres (C)       | José Amalfitani                    | 5 de julio | -        |

| Fecha 28           | Fecha 28  | Fecha 28                | Fecha 28                | Fecha 28   | Fecha 28 |
| Local              | Resultado | Visitante               | Estadio                 | Fecha      | Hora     |
| ------------------ | --------- | ----------------------- | ----------------------- | ---------- | -------- |
| Boca Juniors       | 1 - 1     | Vélez Sarsfield         | Boca Juniors            | 9 de julio | -        |
| Ferro Carril Oeste | 4 - 0     | Instituto               | Ferro Carril Oeste      | 9 de julio | -        |
| Huracán            | 1 - 3     | River Plate             | Tomás Adolfo Ducó       | 9 de julio | -        |
| Platense           | 2 - 1     | Independiente           | Ciudad de Vicente López | 9 de julio | -        |
| Racing Club        | 0 - 1     | Estudiantes de La Plata | Independiente           | 9 de julio | -        |
| Rosario Central    | 1 - 1     | Colón                   | Rosario Central         | 9 de julio | -        |
| Sarmiento (J)      | 3 - 2     | Newell's Old Boys       | Eva Perón               | 9 de julio | -        |
| Talleres (C)       | 2 - 2     | Argentinos Juniors      | Olímpico de Córdoba     | 9 de julio | -        |
| Unión (SF)         | 2 - 1     | San Lorenzo             | Unión (SF)              | 9 de julio | -        |

| Fecha 29                | Fecha 29  | Fecha 29        | Fecha 29                           | Fecha 29    | Fecha 29 |
| Local                   | Resultado | Visitante       | Estadio                            | Fecha       | Hora     |
| ----------------------- | --------- | --------------- | ---------------------------------- | ----------- | -------- |
| Argentinos Juniors      | 2 - 2     | Boca Juniors    | José Amalfitani                    | 12 de julio | -        |
| Colón                   | 1 - 1     | Racing Club     | Brigadier General Estanislao López | 12 de julio | -        |
| Estudiantes de La Plata | 2 - 1     | Talleres (C)    | Jorge Luis Hirschi                 | 12 de julio | -        |
| Ferro Carril Oeste      | 2 - 0     | Rosario Central | Ferro Carril Oeste                 | 12 de julio | -        |
| Independiente           | 1 - 0     | Sarmiento (J)   | Independiente                      | 12 de julio | -        |
| Instituto               | 6 - 2     | San Lorenzo     | Olímpico de Córdoba                | 12 de julio | -        |
| Newell's Old Boys       | 2 - 2     | Unión (SF)      | Newell's Old Boys                  | 12 de julio | -        |
| River Plate             | 1 - 0     | Platense        | River Plate                        | 12 de julio | -        |
| Vélez Sarsfield         | 0 - 4     | Huracán         | José Amalfitani                    | 12 de julio | -        |

| Fecha 30        | Fecha 30  | Fecha 30                | Fecha 30                | Fecha 30    | Fecha 30 |
| Local           | Resultado | Visitante               | Estadio                 | Fecha       | Hora     |
| --------------- | --------- | ----------------------- | ----------------------- | ----------- | -------- |
| Boca Juniors    | 1 - 0     | Estudiantes de La Plata | Boca Juniors            | 19 de julio | -        |
| Huracán         | 1 - 0     | Argentinos Juniors      | Tomás Adolfo Ducó       | 19 de julio | -        |
| Platense        | 1 - 0     | Vélez Sarsfield         | Ciudad de Vicente López | 19 de julio | -        |
| Racing Club     | 0 - 1     | Ferro Carril Oeste      | José Amalfitani         | 19 de julio | -        |
| Rosario Central | 2 - 2     | Instituto               | Rosario Central         | 19 de julio | -        |
| San Lorenzo     | 1 - 1     | Newell's Old Boys       | Ferro Carril Oeste      | 19 de julio | -        |
| Sarmiento (J)   | 1 - 3     | River Plate             | Eva Perón               | 19 de julio | -        |
| Talleres (C)    | 3 - 0     | Colón                   | Olímpico de Córdoba     | 19 de julio | -        |
| Unión (SF)      | 2 - 0     | Independiente           | Unión (SF)              | 19 de julio | -        |

| Fecha 31                | Fecha 31  | Fecha 31          | Fecha 31                           | Fecha 31    | Fecha 31 |
| Local                   | Resultado | Visitante         | Estadio                            | Fecha       | Hora     |
| ----------------------- | --------- | ----------------- | ---------------------------------- | ----------- | -------- |
| Argentinos Juniors      | 3 - 1     | Platense          | Argentinos Juniors                 | 26 de julio | -        |
| Colón                   | 0 - 2     | Boca Juniors      | Brigadier General Estanislao López | 26 de julio | -        |
| Estudiantes de La Plata | 2 - 1     | Huracán           | Jorge Luis Hirschi                 | 26 de julio | -        |
| Ferro Carril Oeste      | 1 - 1     | Talleres (C)      | Ferro Carril Oeste                 | 26 de julio | -        |
| Independiente           | 0 - 0     | San Lorenzo       | Independiente                      | 26 de julio | -        |
| Instituto               | 2 - 1     | Newell's Old Boys | Olímpico de Córdoba                | 26 de julio | -        |
| River Plate             | 1 - 0     | Unión (SF)        | River Plate                        | 26 de julio | -        |
| Rosario Central         | 1 - 1     | Racing Club       | Rosario Central                    | 26 de julio | -        |
| Vélez Sarsfield         | 1 - 1     | Sarmiento (J)     | José Amalfitani                    | 26 de julio | -        |

| Fecha 32          | Fecha 32  | Fecha 32                | Fecha 32                | Fecha 32    | Fecha 32 |
| Local             | Resultado | Visitante               | Estadio                 | Fecha       | Hora     |
| ----------------- | --------- | ----------------------- | ----------------------- | ----------- | -------- |
| Boca Juniors      | 1 - 0     | Ferro Carril Oeste      | Boca Juniors            | 2 de agosto | -        |
| Huracán           | 4 - 1     | Colón                   | Tomás Adolfo Ducó       | 2 de agosto | -        |
| Newell's Old Boys | 3 - 0     | Independiente           | Newell's Old Boys       | 2 de agosto | -        |
| Platense          | 3 - 0     | Estudiantes de La Plata | Ciudad de Vicente López | 2 de agosto | -        |
| Racing Club       | 3 - 2     | Instituto               | Atlanta                 | 2 de agosto | -        |
| San Lorenzo       | 2 - 1     | River Plate             | Ferro Carril Oeste      | 2 de agosto | -        |
| Sarmiento (J)     | 4 - 3     | Argentinos Juniors      | Eva Perón               | 2 de agosto | -        |
| Talleres (C)      | 2 - 2     | Rosario Central         | Olímpico de Córdoba     | 2 de agosto | -        |
| Unión (SF)        | 1 - 1     | Vélez Sarsfield         | Unión (SF)              | 2 de agosto | -        |

| Fecha 33                | Fecha 33  | Fecha 33          | Fecha 33                           | Fecha 33    | Fecha 33 |
| Local                   | Resultado | Visitante         | Estadio                            | Fecha       | Hora     |
| ----------------------- | --------- | ----------------- | ---------------------------------- | ----------- | -------- |
| Argentinos Juniors      | 2 - 1     | Unión (SF)        | Argentinos Juniors                 | 9 de agosto | -        |
| Colón                   | 0 - 1     | Platense          | Brigadier General Estanislao López | 9 de agosto | -        |
| Estudiantes de La Plata | 0 - 1     | Sarmiento (J)     | Jorge Luis Hirschi                 | 9 de agosto | -        |
| Ferro Carril Oeste      | 3 - 3     | Huracán           | Ferro Carril Oeste                 | 9 de agosto | -        |
| Instituto               | 1 - 2     | Independiente     | Olímpico de Córdoba                | 9 de agosto | -        |
| Racing Club             | 2 - 0     | Talleres (C)      | Atlanta                            | 9 de agosto | -        |
| River Plate             | 5 - 2     | Newell's Old Boys | River Plate                        | 9 de agosto | -        |
| Rosario Central         | 1 - 0     | Boca Juniors      | Rosario Central                    | 9 de agosto | -        |
| Vélez Sarsfield         | 0 - 0     | San Lorenzo       | José Amalfitani                    | 9 de agosto | -        |

| Fecha 34          | Fecha 34  | Fecha 34                | Fecha 34            | Fecha 34     | Fecha 34 |
| Local             | Resultado | Visitante               | Estadio             | Fecha        | Hora     |
| ----------------- | --------- | ----------------------- | ------------------- | ------------ | -------- |
| Unión (SF)        | 2 - 0     | Estudiantes de La Plata | Unión (SF)          | 14 de agosto | -        |
| Boca Juniors      | 1 - 1     | Racing Club             | Boca Juniors        | 15 de agosto | -        |
| Huracán           | 1 - 0     | Rosario Central         | Tomás Adolfo Ducó   | 15 de agosto | -        |
| Independiente     | 1 - 1     | River Plate             | Independiente       | 15 de agosto | -        |
| Newell's Old Boys | 3 - 1     | Vélez Sarsfield         | Newell's Old Boys   | 15 de agosto | -        |
| Platense          | 0 - 3     | Ferro Carril Oeste      | Atlanta             | 15 de agosto | -        |
| San Lorenzo       | 0 - 1     | Argentinos Juniors      | Ferro Carril Oeste  | 15 de agosto | -        |
| Sarmiento (J)     | 3 - 0     | Colón                   | Eva Perón           | 15 de agosto | -        |
| Talleres (C)      | 2 - 1     | Instituto               | Olímpico de Córdoba | 15 de agosto | -        |

## Goleadores
| Jugador              | Jugador                  | Goles | Equipo        |
| -------------------- | ------------------------ | ----- | ------------- |
| Bandera de Argentina | Raúl de La Cruz Chaparro | 20    | Instituto     |
| Bandera de Uruguay   | Juan Ramón Carrasco      | 18    | Racing Club   |
| Bandera de Argentina | Diego Armando Maradona   | 17    | Boca Juniors  |
| Bandera de Argentina | Miguel Ángel Brindisi    | 16    | Boca Juniors  |
| Bandera de Argentina | José Raúl Iglesias       | 16    | Sarmiento (J) |